# Circle (film)
Circle is een Amerikaanse film uit 2015, geschreven en geregisseerd door Aaron Hann en Mario Miscione. De film ging in première op het Seattle International Film Festival en is gebaseerd op de film 12 Angry Men uit 1957. 

## Verhaal
Een jonge vrouw wordt wakker in een donkere ruimte. Om haar heen staan 49 mensen die schijnbaar slapen. Ze probeert een stap naar voren te doen maar een luide buzzer gaat af wanneer ze haar voet van de rode stip op de grond haalt. Plots flitst het licht aan en worden alle aanwezigen wakker. De aanwezigen lijken volledig willekeurig gekozen; ze kennen elkaar niet en komen uit alle lagen van de samenleving. Onder de mensen in de kring bevinden zich onder andere bejaarden, een 10-jarig meisje, een zwangere vrouw, een man die één arm mist, een politieagent en een militair in Amerikaanse legeroutfit. Na enkele minuten van hysterie klinkt er een dreunend geluid dat steeds luider wordt. Plots flitst er een elektrische straal uit de zwarte bol in het midden en raakt een vrouw die meteen tegen de grond gaat. In paniek probeert een jongeman weg te rennen maar ook hij wordt meteen dodelijk getroffen wanneer hij de rode stip onder zijn voeten verlaat. De aanwezigen komen tot de conclusie dat ze niet weg kunnen lopen en op geen enkele manier de bliksemschichten kunnen stoppen. Nadat nog enkelen getroffen worden komt een jongeman erachter dat ze met handbewegingen kunnen stemmen op de volgende die moet sterven. Hierna wordt op verschillende manieren geprobeerd dit systeem te foppen maar zonder succes. Terwijl de groep langzaam uitdunt proberen de overgebleven mensen een antwoord te vinden op de situatie waar ze in beland zijn. Ze gaan ervan uit dat de laatste persoon die overblijft mag blijven leven en passen hun stemgedrag hierop aan. Met name het lot van het 10-jarige meisje en de zwangere vrouw wordt constant besproken. 

## Ontvangst
De film wordt over het algemeen redelijk beoordeeld. Op IMDb heeft de film een score van 6/10 op basis van ruim 51.000 stemmen.